# Corallodendron resupinatum
Corallodendron resupinatum là một loài thực vật có hoa trong họ Đậu. Loài này được (Roxb.) Kuntze mô tả khoa học lần đầu tiên vào năm 1891.